# Jessy Rompies
Jessy Rompies (* 14. April 1990 in Jakarta) ist eine indonesische Tennisspielerin.

## Karriere
Rompies begann im Alter von sieben Jahren mit dem Tennissport und ihr bevorzugter Spielbelag ist der Sand. Sie spielt vorrangig auf dem ITF Women’s Circuit, wo sie bislang zwei Turniere im Einzel und 28 im Doppel gewinnen konnte.
Ihr erstes Profimatch bestritt Rompies im September 2005 in ihrer Heimatstadt Jakarta. Im September 2006 wurde sie erstmals in der Weltrangliste geführt. Im Juni 2010 konnte sie ihr erstes ITF-Turnier im Einzel gewinnen, im Juni 2011 das zweite. Der größte Erfolg im Einzel gelang ihr mit dem Halbfinaleinzug beim mit 25.000 US-Dollar dotierten Turnier im australischen Cairns, wo sie sich Sandra Zaniewska mit 2:6 und 0:6 geschlagen geben musste. Bei den Alya WTA Malaysian Open 2017 in Kuala Lumpur erhielt sie mit ihrer Partnerin Jawairiah Noordin eine Wildcard für das Hauptfeld im Doppel.
Im Collegetennis erreichte sie mit ihrer Partnerin Beatrice Gumulya das Viertelfinale der NCAA Division I Tennis Championships 2015.
Rompies wurde bislang sechsmal für die Indonesische Fed-Cup-Mannschaft nominiert. In 23 Begegnungen konnte sie von 28 Matches 14 gewinnen, davon drei Einzel und elf Doppel.

## Turniersiege

### Einzel
| Nr. | Datum         | Turnier    | Kategorie   | Belag     | Finalgegnerin          | Ergebnis |
| --- | ------------- | ---------- | ----------- | --------- | ---------------------- | -------- |
| 1.  | 4. Juli 2010  | Nonthaburi | ITF $10.000 | Hartplatz | Nicha Lertpitaksinchai | 6:2, 7:5 |
| 2.  | 26. Juni 2011 | Tarakan    | ITF $10.000 | Hartplatz | Ayu Fani Damayanti     | 6:1, 6:2 |

### Doppel
| Nr. | Datum              | Turnier    | Kategorie      | Belag             | Partnerin             | Finalgegnerinnen                          | Ergebnis           |
| --- | ------------------ | ---------- | -------------- | ----------------- | --------------------- | ----------------------------------------- | ------------------ |
| 1.  | 5. Mai 2007        | Jakarta    | ITF $10.000    | Hartplatz         | Denise Dy             | Vivien Silfany Lavinia Tananta            | 6:0, 6:2           |
| 2.  | 22. Juli 2007      | Khon Kaen  | ITF $10.000    | Hartplatz         | Vivien Silfany        | Kim Sun-jung Lee Cho-won                  | 3:6, 6:1, 6:4      |
| 3.  | 16. November 2008  | Manila     | ITF $10.000    | Hartplatz         | Lavinia Tananta       | Kao Shao-yuan Zheng Junyi                 | 6:1, 5:7, [10:8]   |
| 4.  | 23. November 2008  | Manila     | ITF $10.000    | Hartplatz         | Ayu Fani Damayanti    | Juan Ting-fei Yi Zhong                    | 7:62, 6:3          |
| 5.  | 10. Mai 2009       | Tarakan    | ITF $10.000    | Hartplatz (Halle) | Beatrice Gumulya      | Yurina Koshino Erika Sema                 | 7:65, 6:74, [10:7] |
| 6.  | 9. August 2009     | Surakarta  | ITF $10.000    | Hartplatz         | Beatrice Gumulya      | Kanyapat Narattana Nungnadda Wannasuk     | 6:2, 6:2           |
| 7.  | 23. August 2009    | Nonthaburi | ITF $10.000    | Hartplatz         | Zhang Ling            | Tomoko Dokei Yoo Mi                       | 6:2, 1:6, [10:8]   |
| 8.  | 2. August 2010     | Jakarta    | ITF $10.000    | Hartplatz         | Poojashree Venkatesha | Yumi Miyazaki Tomoko Taira                | 6:2, 7:5           |
| 9.  | 3. Oktober 2010    | Jakarta    | ITF $10.000    | Hartplatz (Halle) | Ayu Fani Damayanti    | Peangtarn Plipuech Laili Rahmawati Ulfa   | 6:0, 6:0           |
| 10. | 8. Mai 2011        | Bangkok    | ITF $10.000    | Hartplatz         | Grace Sari Ysidora    | Ayu Fani Damayanti Lavinia Tananta        | 3:6, 6:4, 6:4      |
| 11. | 5. Juni 2011       | Surabaya   | ITF $10.000    | Hartplatz         | Grace Sari Ysidora    | Sandy Gumulya Cynthia Melita              | 6:3, 6:4           |
| 12. | 18. September 2011 | Cairns     | ITF $25.000    | Hartplatz         | Ayu Fani Damayanti    | Maria Fernanda Alves Samantha Murray      | 6:3, 6:3           |
| 13. | 7. Juli 2013       | Surakarta  | ITF $10.000    | Hartplatz         | Beatrice Gumulya      | Aldila Sutjiadi Zhu Aiwen                 | 6:2, 6:4           |
| 14. | 27. September 2015 | Surakarta  | ITF $10.000    | Hartplatz         | Beatrice Gumulya      | Jawairiah Noordin Hervita Mediana         | 6:3, 7:5           |
| 15. | 4. Oktober 2015    | Jakarta    | ITF $10.000    | Hartplatz         | Beatrice Gumulya      | Haine Ogata Dhruthi Tatachar Venugopal    | 6:4, 7:64          |
| 16. | 10. Juli 2016      | Gimcheon   | ITF $10.000    | Hartplatz         | Katherine Ip          | Kim Hae-sung Kim Mi-ok                    | 6:3, 6:3           |
| 17. | 17. Juli 2016      | Gimcheon   | ITF $10.000    | Hartplatz         | Ayano Shimizu         | Hong Seung-yeon Kang Seo-kyung            | 6:2, 7:5           |
| 18. | 9. Oktober 2016    | Tarakan    | ITF $10.000    | Hartplatz (Halle) | Beatrice Gumulya      | Kanika Vaidya Wang Danni                  | 6:3, 6:1           |
| 19. | 16. Oktober 2016   | Jakarta    | ITF $10.000    | Hartplatz         | Beatrice Gumulya      | Chien Pei-ju Tomoko Dokei                 | 6:0, 6:2           |
| 20. | 27. November 2016  | Hua Hin    | ITF $10.000    | Hartplatz         | Jawairiah Noordin     | Kamonwan Buayam Zhang Ling                | 6:4, 6:3           |
| 21. | 14. Juli 2017      | Hua Hin    | ITF $15.000    | Hartplatz         | Beatrice Gumulya      | Nudnida Luangnam Varunya Wongteanchai     | 6:2, 6:1           |
| 22. | 4. August 2017     | Nonthaburi | ITF $15.000    | Hartplatz         | Beatrice Gumulya      | Tamachan Momkoonthod Pranjala Yadlapalli  | 6:0, 7:65          |
| 23. | 15. Dezember 2017  | Pune       | ITF $25.000    | Hartplatz         | Varunya Wongteanchai  | Samantha Murray Ana Veselinović           | 6:4, 6:2           |
| 24. | 22. Juni 2018      | Hongkong   | ITF $25.000    | Hartplatz         | Lee Pei-chi           | Victoria Muntean Pranjala Yadlapalli      | 6:3, 6:4           |
| 25. | 18. Mai 2019       | Singapur   | ITF W25        | Hartplatz         | Beatrice Gumulya      | Abigail Tere-Apisah Rutuja Bhosale        | 6:4, 0:6, [10:6]   |
| 26. | 2. November 2019   | Tyler      | ITF W75        | Hartplatz         | Beatrice Gumulya      | Hsu Chieh-yu Marcela Zacarías             | 6:2, 6:3           |
| 27. | 8. August 2021     | Concord    | WTA Challenger | Hartplatz         | Peangtarn Plipuech    | Usue Maitane Arconada Cristina Bucșa      | 3:6, 7:65, [10:8]  |
| 28. | 25. Juni 2022      | Cantanhede | ITF W25        | Teppich           | Olivia Tjandramulia   | Ingrid Gamarra Martins Emily Webley-Smith | 6:2, 7:61          |
| 29. | 20. November 2022  | Tokio      | ITF W60        | Hartplatz         | Hsieh Yu-chieh        | Mai Hontama Junri Namigata                | 6:4, 6:3           |